# Trestonia confusa
Trestonia confusa là một loài bọ cánh cứng trong họ Cerambycidae.